# Johan Linus Johansson
Johan Linus Johansson, i samtida tidningskällor oftast J.L. Johansson, född 9 februari 1866 i Värsås församling i Skaraborgs län, död 14 juni 1942 i Ulricehamn, var en svensk  byggmästare och arkitekt.
Johansson var verksam i Ulricehamn och har där ritat flera hus. Han var byggmästare vid uppförandet av Redvägs härads tingshus och ombyggnaden av Ulricehamns rådhus. Han uppförde även Lyse kyrka och Essunga kyrka. Han beskrev sig själv som "specialiserad på kommunala byggnader, såsom kyrkor, skolhusbyggnader och sjukhusbyggnader". Han verkade även som värderingsman och satt som ledamot i stadens drätselkammare och stadsfullmäktige.

## Bilder

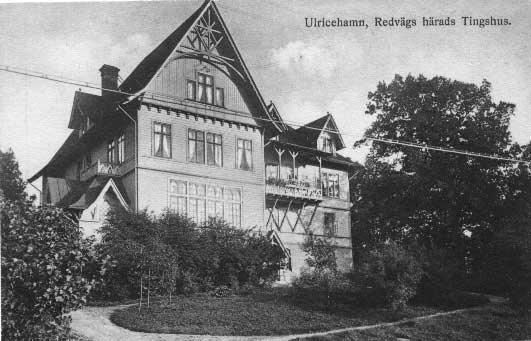
Redvägs härads tingshus
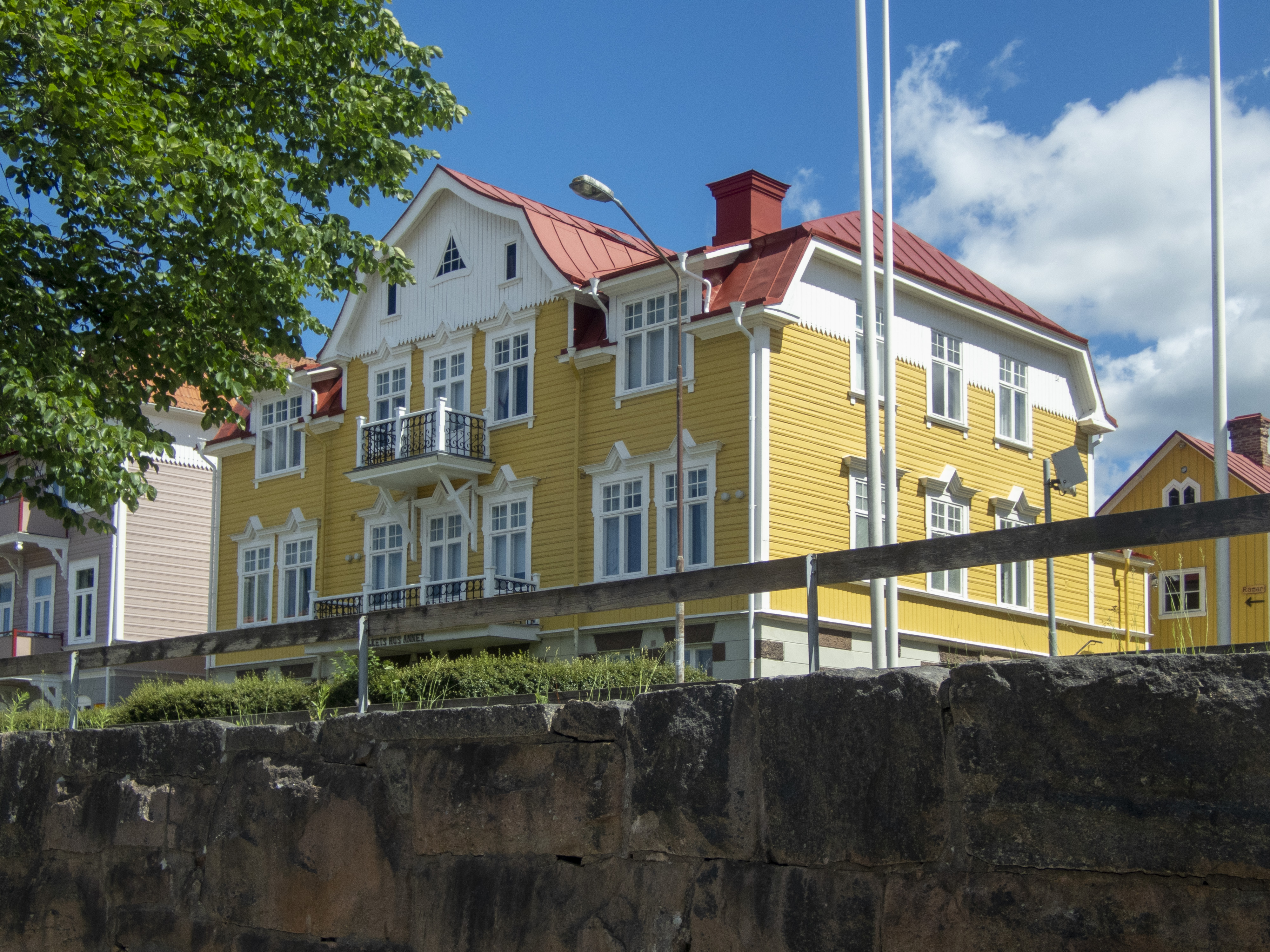
Göken 31, Ulricehamn
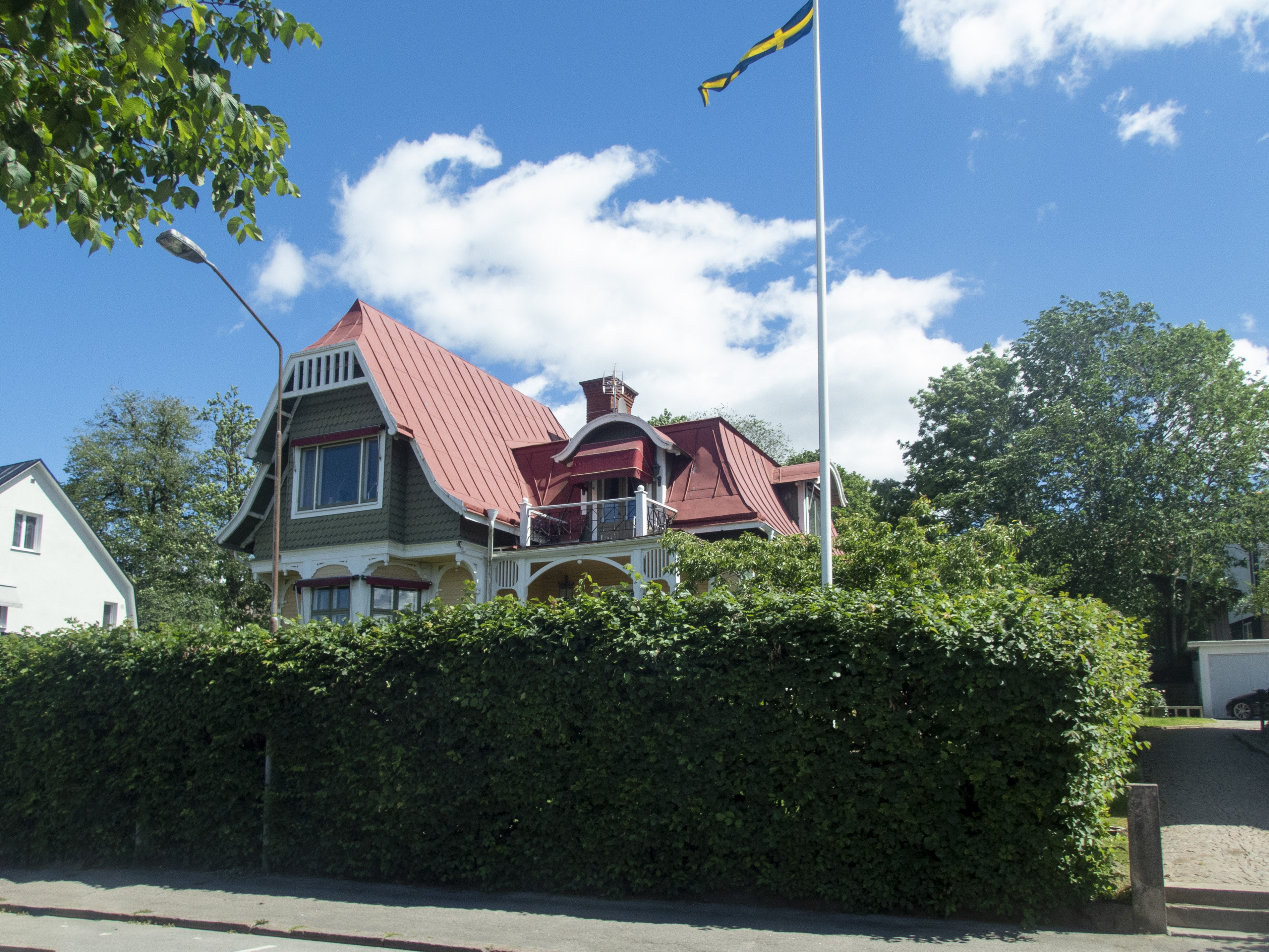
Svanen 5, Ulricehamn
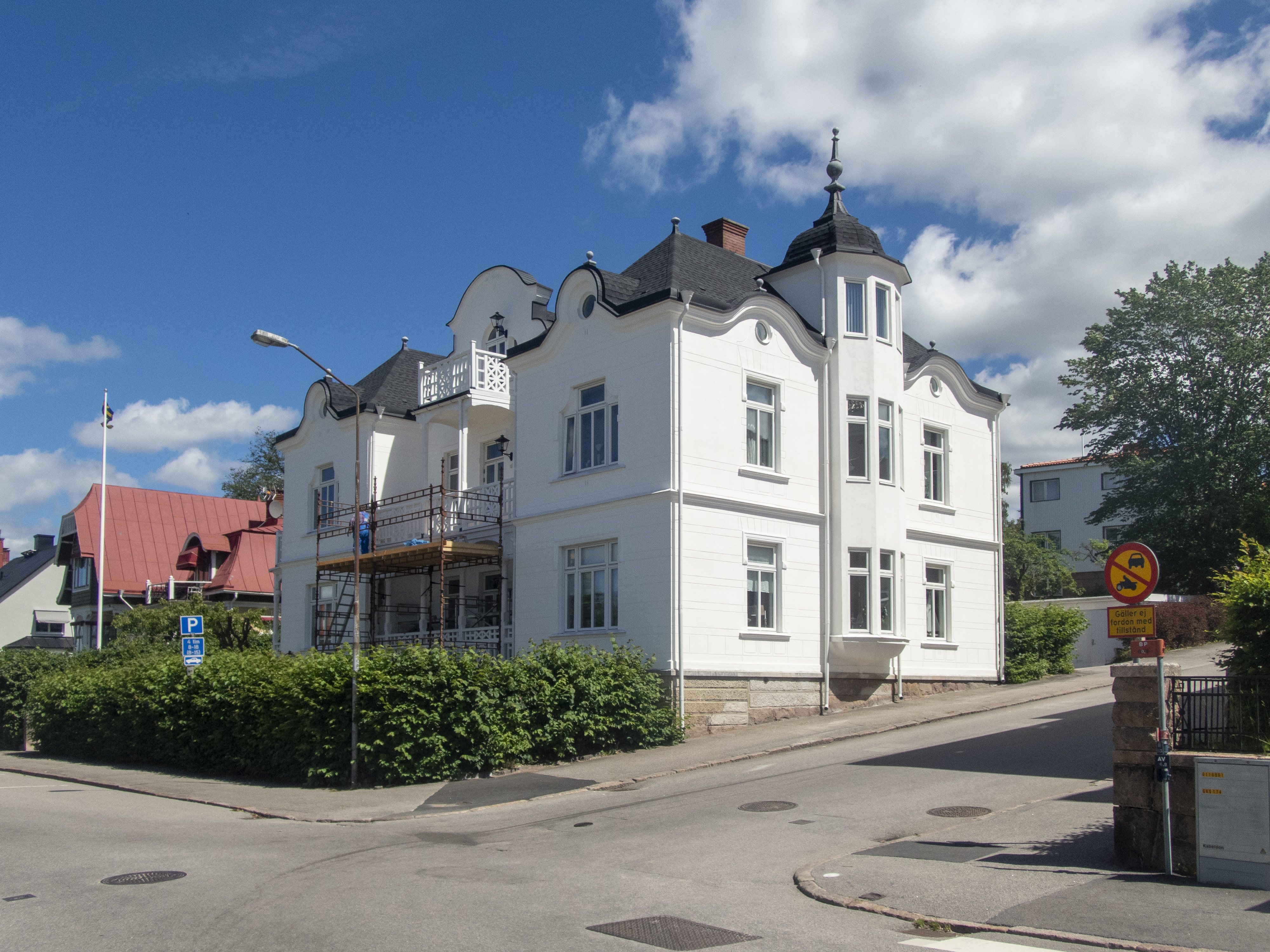
Svanen 7, Ulricehamn